# Auriscalpium villipes
Auriscalpium villipes är en svampart som först beskrevs av Lloyd, och fick sitt nu gällande namn av Snell & E.A. Dick 1958. Auriscalpium villipes ingår i släktet Auriscalpium och familjen Auriscalpiaceae.   Inga underarter finns listade i Catalogue of Life.